# Madonna col Bambino (Squarcione)

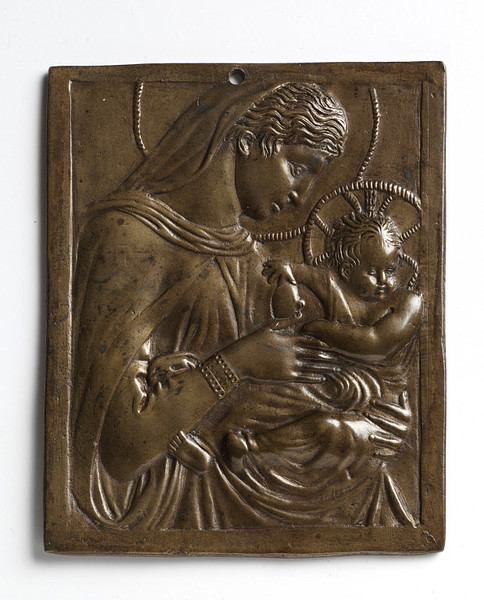
La placchetta di Donatello

La Madonna col Bambino è un'opera, pittura su tavola di pioppo (82x70 cm), di Francesco Squarcione, firmata e datata 1455, e conservata nella Gemäldegalerie di Berlino.

## Descrizione
Maria è ritratta davanti a un drappo rosso, che ai lati lascia intravedere un paesaggio occupato quasi interamente da un cielo punteggiato di nuvolette. In primo piano si trova un basso ripiano ligneo, dove si trova anche la firma del maestro. Vi si trova appoggiata una mela, e anche il Bambino vi tende una gamba nel suo slancio verso la madre. La Vergine, di profilo, ha un velo scuro col bordo rosso, che avvolge il figlio sulla sinistra, creando un ampio risvolto. Più in basso si intravede la sua veste rossa. 
Nelle aureole e nella manica ricamata d'oro si trovano iscrizioni camuffate da ricamo. A sinistra si vede un candelabro, mentre in alto è tesa una sontuosa ghirlanda con frutta, nastri e fiori e una citazione derivata dall'antico.

## Stile
La Madonna col Bambino di Berlino è esemplare della produzione dell'artista/impresario Squarcione e vi sono perfettamente leggibili quegli input stilistici che trasmise ai numerosi allievi della sua bottega padovana, tra cui Andrea Mantegna, Carlo Crivelli, Marco Zoppo, Giorgio Schiavone, ecc.
L'enfasi prospettica e la linea netta, intesa quale elemento generatore della forma, derivano dalla lezione di Donatello, che visse a Padova dal 1443 al 1453 e del quale Squarcione fu il principale ricettore in terra veneta. Lo stesso disegno generale della Madonna col Bambino deriva da una placchetta donatelliana, mentre sono elementi stilistici tipici i festoni di fiori e frutta, i colori intensi e marmorei, le linee elaborate e taglienti, che sbalzano le figure ed esasperano i panneggi. Di derivazione toscana è anche la figura intera del Bambino, a fronte del mezzobusto della Vergine.